# Jabukovac (Petrinja)
Jabukovac est un village de la municipalité de Petrinja (comitat de Sisak-Moslavina) en Croatie. Au recensement de 2011, le village comptait 141 habitants.